# William H. Frasser
William H. Fraser  (Inglaterra-México, 1942) fue un ingeniero y empresario inglés. Era el dueño de la Compañía de Luz y Fuerza, una empresa de servicios eléctricos en la Ciudad de México. También fundó el club de fútbol mexicano Necaxa, cuyo equipo financió durante la era del fútbol amateur en México. Como, en aquella época, todavía estaba oficialmente prohibido el pago a los futbolistas, contrató a los jugadores en la Compañía Luz y Fuerza, donde no trabajaban en las oficinas de la empresa, sino en los propios campos de entrenamiento de la empresa.

## Biografía
En su Inglaterra natal, el joven Fraser se convirtió pronto en un apasionado seguidor del fútbol, del que no quería prescindir ni siquiera después de emigrar a México. Su afición por este deporte encontró pronto numerosos imitadores entre los empleados de la empresa que dirigía, Luz y Fuerza, de forma que pronto surgieron varios equipos de fútbol de la empresa. Los mejores jugadores compitieron con el nombre de la empresa Luz y Fuerza en el Torneo del Centenario, organizado en 1921 para celebrar el centenario de la independencia del país, y también representaron a la empresa en la liga capitalina en la temporada 1922/23. En esa misma temporada también jugó el club Tranvías, que también había sido fundado por iniciativa de Frasser. Ambos equipos terminaron en los últimos puestos de la liga al final de la temporada.
Para formar un equipo fuerte que pudiera competir en la Liga Capitalina, Fraser fusionó estos dos equipos en el Club Necaxa el 21 de agosto de 1923. Los colores del club se tomaron de la bandera inglesa en referencia a los orígenes de Fraser y son, en consecuencia, el rojo y el blanco. El logotipo del club está inspirado en el escudo de la familia Fraser.
Fraser fusionó estos dos equipos el 21 de enero para formar un equipo fuerte que pudiera competir en la liga de la capital. Agosto de 1923 al Club Necaxa. Los colores del club se han tomado de la bandera inglesa en un guiño a los orígenes de Frasser y, en consecuencia, son rojo y blanco. El logo del club está inspirado en el escudo de la familia Frassers.
El club fue apoyado y construido sistemáticamente por Fraser tanto con su patrimonio privado como con el patrimonio de la empresa Luz y Fuerza. Frasser también financió el estadio de fútbol más moderno de la época: el Parque Necaxa, construido en la propiedad de la familia Fraser e inaugurado el 14 de septiembre de 1930.
El destino del Club Necaxa en esos días estuvo muy ligado al de Fraser y su empresa Luz y Fuerza. Para algunos, esta dependencia económica explica por qué Necaxa resistió al fútbol profesional, introducido en 1943, y mantuvo su condición de aficionado. Porque el club no podía permitirse pertenecer a Primera División, como sugiere el historiador de fútbol Carlos Calderón: las fuentes de financiación se agotaron tras el asesinato de Frasser en 1936 y la nacionalización de la Comisión Federal de Electricidad nacionalizada en 1937 como parte de un programa de nacionalización de los suministros de energía.
Aunque es una "opinión" generalizada que Fraser fue asesinado, también hay otra versión según  la cual Fraser murió en un accidente de coche. Pero, las verdaderas circunstancias de su muerte siguen siendo un misterio y nadie sabe la verdad, según el sitio web del Club Necaxa.